# Moorea-Maiao
Moorea-Maiao es una comuna francesa situada en la subdivisión de Islas de Barlovento, que forma parte de la colectividad de ultramar de Polinesia Francesa.

## Composición
Está formada por la unión de las seis comunas asociadas de Afareaitu, Haapiti, Maiao, Paopao, Papetoai y Teavaro, que abarcan las islas de Maiao y Moorea y sus cuatro motus:
| Comuna asociada de Afareaitu  |                  |                  |                    |
| Fracción de la isla de Moorea | Población (2012) | Superficie (km²) | Densidad (hab/km²) |
| Afareaitu                     | 3452             | 23.8             | 145                |
| Islote                        | Población (2012) | Superficie (km²) | Densidad (hab/km²) |
| Ahi                           | -                | -                | -                  |
| Comuna asociada de Haapiti    |                  |                  |                    |
| Fracción de la isla de Moorea | Población (2012) | Superficie (km²) | Densidad (hab/km²) |
| Haapiti                       | 4058             | 38.8             | 105                |
| Islotes                       | Población (2012) | Superficie (km²) | Densidad (hab/km²) |
| Fareone                       | -                | -                | -                  |
| Irioa                         | -                | -                | -                  |
| Tiahura                       | -                | -                | -                  |
| Comuna asociada de Maiao      |                  |                  |                    |
| Isla                          | Población (2012) | Superficie (km²) | Densidad (hab/km²) |
| Maiao                         | 335              | 8.3              | 40                 |
| Comuna asociada de Paopao     |                  |                  |                    |
| Fracción de la isla de Moorea | Población (2012) | Superficie (km²) | Densidad (hab/km²) |
| Paopao                        | 4583             | 30               | 153                |
| Comuna asociada de Papetoai   |                  |                  |                    |
| Fracción de la isla de Moorea | Población (2012) | Superficie (km²) | Densidad (hab/km²) |
| Papetoai                      | 2324             | 25.1             | 93                 |
| Comuna asociada de Teavaro    |                  |                  |                    |
| Fracción de la isla de Moorea | Población (2012) | Superficie (km²) | Densidad (hab/km²) |
| Teavaro                       | 2484             | 15.8             | 157                |

## Demografía
| Gráfica de evolución demográfica de Moorea-Maiao entre 1971 y 2017 |
|                                                                    |

```
Fuente: 
Insee
```